# Pòntia dels cims
La pòntia dels cims (Pontia callidice) és una espècie de lepidòpter papilionoïdeu de la família dels pièrids (Pieridae) present als Països Catalans.

## Distribució
Es distribueix pels Pirineus, els Alps, Turquia i l'Orient Mitjà fins a Mongòlia, la Xina i Nord-amèrica. A Europa es troba entre els 1.500 i els 3.400 msnm.

## Hàbitat
Viu en pendents alpins, rocosos, oberts i herbosos. L'eruga s'alimenta, entre altres plantes, d'Erysimum helveticum, Reseda glauca, Cardamine bellidifolia i Hutchinsia alpina.

## Període de vol
Té una generació a l'any, entre començaments de juny i començaments de juliol. Hiberna com a pupa.